# Ponyo a tengerparti sziklán
A Ponyo a tengerparti sziklán (崖の上のポニョ; Hepburn: Gake no Ue no Ponyo) 2008-ban bemutatott japán animációs fantasy film, amelyet a Studio Ghibli készített. A filmet Mijazaki Hajao írta és rendezte, a zenéjét Hiszaisi Dzsó szerezte, a producere pedig Szuzuki Tosio.

## Cselekmény
A Ponyo a tengerparti sziklán gyermekeknek készült, de mivel olyan jelentésrétegei is vannak, amelyek dekódolásához komoly műveltségre van szükség, azaz a film "történet alatti történetének" fölfejtése felnőttek számára is komoly kihívás, ezért nem érdemes pusztán mesefilmként nézni.
A film fő cselekménye Hans Christian Andersen A kis hableány című meséjén, illetve Richard Wagner A walkür című zenedrámáján alapul.
Fudzsimoto, a meghasonlott, az emberiségből és épp ezért saját emberségéből is kiábrándult  férfi az óceán mélyén él aranyhal-lányaival. Felesége maga az óceán, azaz a tenger istennője, Granmamare. (Granmamare neve három szóból van összerakva a "gran", azaz: 'nagy'; a "mare", azaz: 'tenger'; és a "mama" szavakból – Granmamare tulajdonképpen a romlatlan, még az emberi civilizáció előtti őstermészet is, hiszen az élet a tengerben született. Ezzel az istennővel az európai mitológiában leginkább a görög Gaia, illetve a római Terra Mater, azaz a Földanya azonosítható.) Fudzsimoto és Granmamare egyik aranyhal-lánya, Brünnhilde kíváncsiságból elszökik otthonról, hogy megismerje apja eredeti közegét, a szárazföldet. Amikor partra vetődik, egy ötéves kisfiú, Szószuke talál rá, és ettől a találkozástól föltámad benne a vágy, hogy ő is ember legyen. Szószuke – mivel nem tudja, hogy igazából Brünnhilde a neve – nevezi el Ponyónak (a név jelentése: 'puha, kövérkés, duci').  Lánya szökését hamar észreveszi Fudzsimoto, utánamegy és elragadja Szószukétól Ponyót, de hiába viszi haza az óceán mélyi házába, ekkor már nincs igazán hatalma fölötte: Ponyo ellenszegül apjának, nem hisz neki, hogy az emberek undorítóak, megtagadja a Brünnhilde-nevet is, és annyira vágyakozik Szószuke és az emberi lét után, hogy vágyakozásával cunamit szabadít a szárazföldre, és a hullámok hátán futva érkezik meg Szószuke karjaiba.
A film – azon túl, hogy a végén a kisfiú és a kislány egymásra talál és teljes a happy end – az őstermészet és az emberi civilizáció, azaz óceán és a szárazföld, a női és a férfi őselem kibékülésével ér véget.

## A film zenéje
A film zeneszerzője Hiszaisi Dzsó Richard Wagner vezérmotívum-rendszerét használva írta meg a film zenéjét – a filmművészetben szinte páratlan pontossággal.
A film legfontosabb zenei motívuma, a Ponyo-motívum. Ennek egyik változata a cunami-motívum, de ez a kettő csak hangszerelésben és ritmikailag különbözik egymástól. A cunami-motívum ritmusában azonos Wagner Walkürenritt ('walkürök lovaglása') motívumával, illetve a Ponyo-motívum első négy hangja a Walkürenritt tükörfordítása. A Ponyo-motívum másik előzménye (szintén tükörfordítása) Schumann Fröhlicher Landmann, von der Arbeit zurückkehrend ('A munkából hazatérő vidám földműves') című zongoraműve. A Ponyo-motívum tehát a Walkürenritt és a Fröhlicher Landmann összevegyítése. Így zeneileg is megfogalmazódik, hogyan keveredik Ponyo figurájában Ponyo és Brünnhilde (a kövérkés kislány és a páncélos amazon-istennő), azaz az istennő (walkür), aki irtózik a férfiaktól és az emberi élettől, és a földi, emberi életre; férj és kisgyerek után vágyakozó lány.
További motívumok a film zenéjéből (nem teljes lista!):
- Tenger-motívum (egyik előzménye: Ravel Daphnisz és Chloé című művének Napfelkelte című tétele
- Anya-motívum (Granmamare és Risza motívumaként is fölcsendül)
- Szószuke motívuma (egy hang kivételével megegyezik a Tenger-motívummal)
- Granmamare dala (előzménye: Jean-Paul-Égide Martini Plaisir d'Amour c. műve)

## Szereplők
- Fudzsimoto – meghasonlott ember, aki a tengerbe menekült (hangja: Tokoro George/Liam Neeson)
- Ponyo – eredetileg Brünnhilde, Granmamare és Fudzsimoto lánya (hangja: Nara Juria/Noah Cyrus)
- Szószuke – Kóicsi és Risza fia, óvodás (hangja: Hiroki Doi/Frankie Jonas)
- Risza (az angol verzióban: Lisa) – Szószuke édesanyja, ápoló a Napraforgó Öregotthonban (hangja: Jamagucsi Tomoko/Tina Fey)
- Granmamare – a tenger istennője, Fudzsimoto felesége, Ponyo (Brünnhilde) édesanyja (hangja: Amami Juki/Cate Blanchett)
- Kóicsi – hajóskapitány, Risza férje, Szószuke édesapja (hangja: Namasiga Kazusige/Matt Damon)
- Toki – öreg néni, a Napraforgó Öregotthon lakója (hangja: Josijuki Kazuko/Lily Tomlin)
- Josi – öreg néni, a Napraforgó Öregotthon lakója (hangja: Naraoka Tomoko/Betty White)
- Noriko – öreg néni, a Napraforgó Öregotthon lakója (hangja: Takegucsi Akiko/Cloris Leachman)
- Kajo – öreg néni, a Napraforgó Öregotthon lakója (hangja: Hidari Tokie)
- Kumiko – óvodás kislány (hangja: Hiraoka Emi)
- Fudzsin – fiatal anyuka (hangja: Híragi Rumi)